# ウインターセットシティ・パーク
ウインターセットシティ・パーク（英語: Winterset City Park）は、アイオワ州ウィンターセットにある市所有の公園のこと。
広さ310,000m2の公園には、マディソン郡にある屋根付橋の1つであるカトラー＝ドナホー橋と、映画「マディソン郡の橋 (映画)」で使用された石橋がある。また、公園内にはクラーク・タワーがあり、城のような構造で周辺地域の景色を眺めることができるようになっている。
2021年3月10、日アメリカ合衆国国家歴史登録財に登録された。

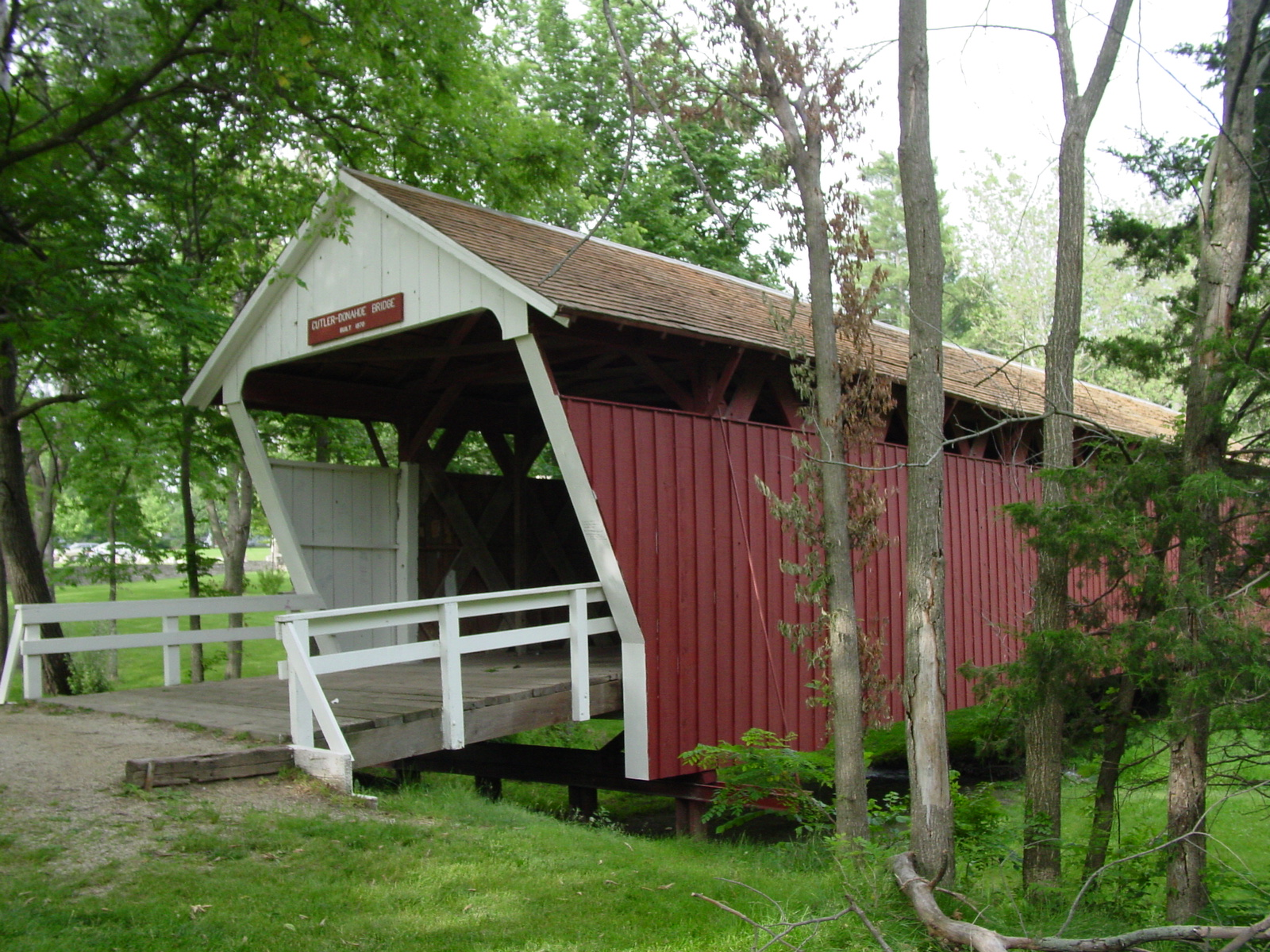
有名な屋根付き橋の１つであるカトラー＝ドナホー橋は公園内に展示されている

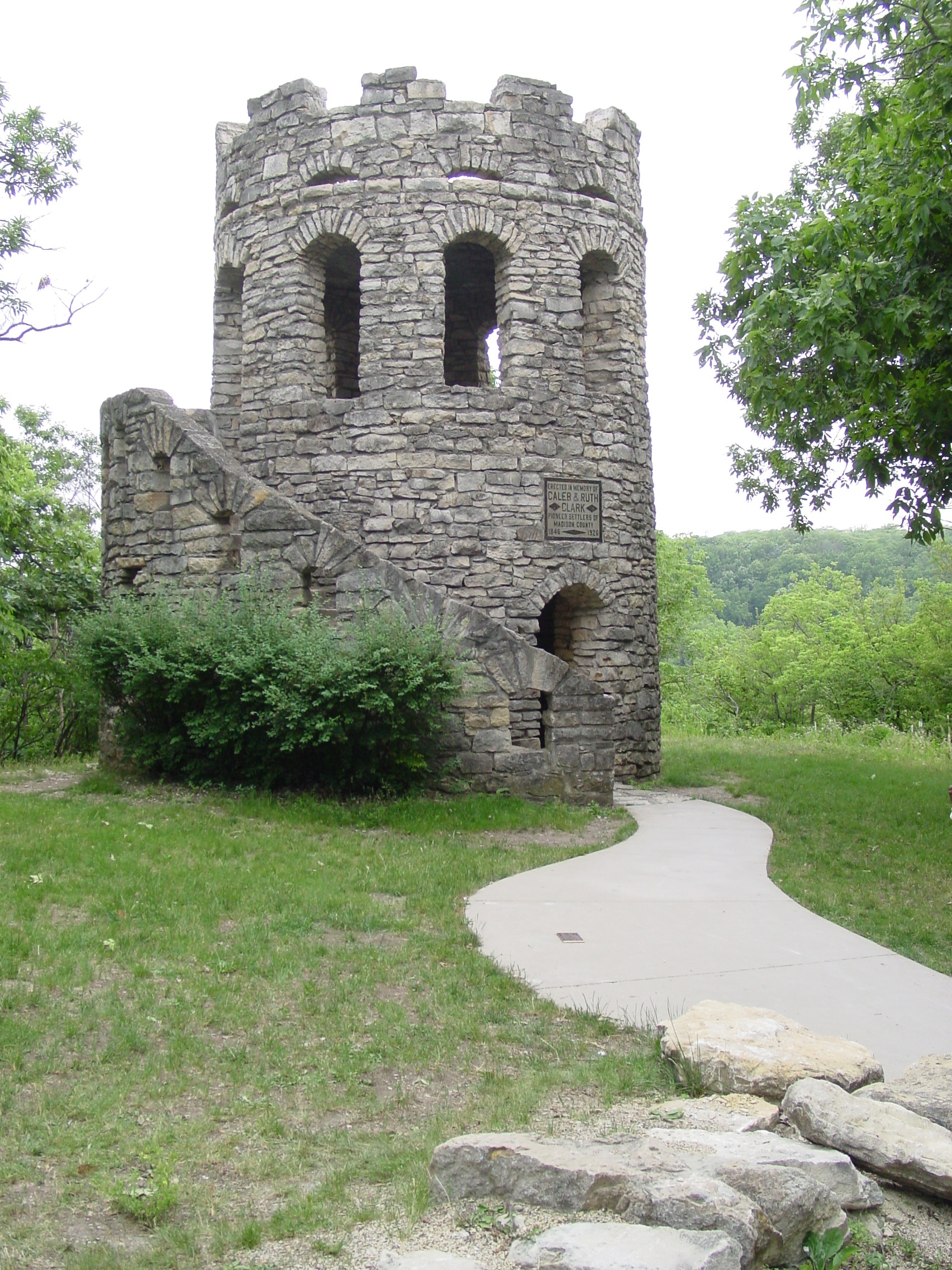
クラーク・タワーには自動車または短時間のハイキングで訪れることができる